# بوزویوک، بوزالان
بوزویوک (به ترکی استانبولی: Bozalan) یک منطقهٔ مسکونی در ترکیه است که در بوزویوک واقع شده‌است. بوزویوک ۶۳ نفر جمعیت دارد.